# Anta da Várzea dos Mourões
Die Anta da Várzea dos Mourões ist eine Megalithanlage etwa 7 km nördlich Castelo de Vide am linken Ufer der Ribeira de São João, in der Gemeinde (portugiesisch Freguesia)  Santiago Maior im Kreis (portugiesisch Concelho) Castelo de Vide, Distrikt Portalegre im nordöstlichen Alentejo. Knapp 400 m nordwestlich liegt, ebenfalls am linken Ufer der Ribeira de São João, die Anta do Cerejeiro.
Anta, Mámoa, Dolmen, Orca und Lapa sind die in Portugal geläufigen Bezeichnungen für die ungefähr 5000 Megalithanlagen, die während des Neolithikums im Westen der Iberischen Halbinsel von den Nachfolgern der Cardial- oder Impressokultur errichtet wurden.

## Denkmalpflege
1868 wurde die Anlage durch Pereira da Costa ergraben und publiziert und bereits 1910 als Monumento Nacional eingetragen und geschützt. 2003 führte die Gemeinde Castelo de Vide Restaurierungsarbeiten durch, nachdem zwischen 1990 und 1997 ein Gebäude, das Teile der Anta nutzte, abgerissen worden war.

## Befund
Die Fundstelle ist heute stark zerstört. Drei der Tragsteine (Orthostaten) aus Granit sind in die Grabkammer gestürzt. Weitere Teile der Anta sind beim Abriss des ehemaligen Gebäudes achtlos beiseite geräumt worden.
Die Anlage wurde ohne Korridor errichtet und von der ehemaligen Überhügelung (Mámoa) des Grabes sind ebenfalls nur wenige Spuren erhalten.
Trotz der schlechten Erhaltung kann die Anta in den Zeitraum vom Endneolithikum bis in die Kupfersteinzeit (3500–2000 v. Chr.) datiert werden.

## Funde
Über eventuelle Funde der Grabung vom Ende des 19. Jahrhunderts liegen keine Informationen vor.